# Vilejš stvolnatý
Vilejš stvolnatý (Lepas anatifera) je druh pelagického korýše. Obývá teplá moře po celém světě, díky Severoatlantskému proudu se může dostat k severnímu pobřeží Evropy a byl zastižen až na Špicberkách. Vytváří početné kolonie, žijící přisedle na skalách, trupech lodí, plovoucích kmenech nebo na tělech želv a velryb. Živí se filtrováním planktonu.
Je hermafrodit, pohlavní dospělosti dosahuje okolo délky 2,5 cm. Tělo se skládá z části zvané capitulum, kryté pěti bílými vápenitými destičkami, a dlouhého stvolu (pedunculus), který může měřit až 80 cm.
Maso vilejšů patří ke specialitám španělské kuchyně, vzhledem k náročnosti sběru je však špatně dostupné a kvůli vysoké ceně (kilogram stojí 200 až 500 euro) patří ke svátečním jídlům.
Anglický název gooseneck barnacles pochází ze středověké legendy, podle níž byli vilejši považováni pro svůj tvar připomínající husí krk za mláďata bernešky bělolící, která hnízdí v Arktidě a Angličané proto znali jen dospělé jedince. Husy byly proto uznávány za postní pokrm, protože se věřilo, že se rodí samovolně z hnijícího dřeva.